# بي. بي. كاهان
بي. بي. كاهان (بالإنجليزية: B. B. Kahane)‏ هو منتج أفلام أمريكي، ولد في 30 نوفمبر 1891 في شيكاغو في الولايات المتحدة، وتوفي في 18 سبتمبر 1960 في لاس فيغاس في الولايات المتحدة.

## وصلات خارجية
- بي. بي. كاهان على موقع IMDb (الإنجليزية)